# Paul Haenlein
Paul Haenlein (Magonza, 17 ottobre 1835 – Magonza, 27 gennaio 1905) è stato un ingegnere e progettista di dirigibili tedesco.
Figlio di una famiglia di Citoyens notables, Paul Haenlein frequentò la scuola tecnica di Karlsruhe.

## Dirigibile di Haenlein
Ha realizzato il primo dirigibile con motore a combustione interna. Il motore era un Lenoir a 4 cilindri orizzontali, alimentato dal gas dell'involucro ed azionante un'elica di 4,5 m di diametro che ruotava a 40 giri al minuto. Il Lenoir aveva una massa di 233 kg, cilindrata di 19,2 l, un consumo di 7 m³ per ora ed era in grado di erogare 5 - 6 cv. Poiché il gas era prelevato direttamente dall'involucro, per mantenerlo gonfio veniva pompata aria in pallonetti all'interno dello stesso. Primo esempio di questa applicazione nei dirigibili. Questo comportava comunque una perdita di capacità di sollevamento, pertanto l'autonomia del dirigibile era intrinsecamente limitata.
Nel 1872 Haenlein aveva ottenuto un brevetto, U.S. patent (No. 130 915) per impiegare nei motori il gas dell'involucro. Il 13 dicembre dello stesso anno effettuò il primo test della sua aeronave a gas presso Brünn. Sebbene il dirigibile raggiunse una velocità di 16 km/h, il test venne effettuato tenendo l'aeronave assicurata ad una cima. I test di questo dirigibile, considerato da alcuni diretto precursore dei successivi Lebaudy, terminarono poco dopo, per insufficienza di fondi.